# Josef Marie Lochmatter

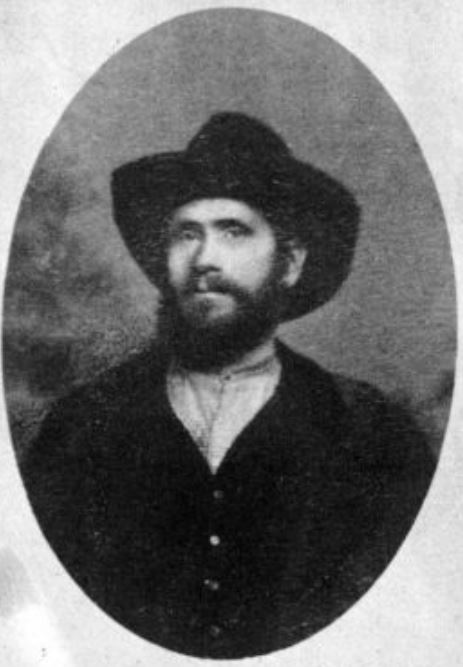
Josef Marie Lochmatter um 1880

Josef Marie Lochmatter (* 27. Oktober 1833 in St. Niklaus; † 12. August 1882 an der Dent Blanche) war ein Schweizer Bergsteiger- und Bergführerpionier. Spätestens mit der Zweitbesteigung des Hörnligrats im Jahre 1868 war Josef Marie Lochmatter die grosse Autorität am Matterhorn. Er gehört somit auch zu den Pionieren des Tourismus in Zermatt.

## Bergführer und Bergführerzentrum
Josef Marie Lochmatter aus St. Niklaus im Schweizer Kanton Wallis war der Begründer und Stammhalter der bekannten St. Niklauser Bergführerdynastie. Keine andere Gemeinde im Alpenraum hat so viele grosse Bergführer hervorgebracht wie St. Niklaus im Nikolaital (auch Mattertal genannt), das sich zum Zentrum des Bergführerwesens in der Schweiz entwickelte.
Im Jahrbuch des Schweizer Alpen-Clubs von 1864 wie auch in Iwan Tschudis Reisetaschenbuch über das Wallis und Tessin von 1871 wird Josef Marie Lochmatter unter den empfehlenswerten Führern an erster Stelle genannt. U.a. mit seinen beiden Brüdern Franz Josef und/oder Alexander unternahm Josef Marie Lochmatter Touren in die Alpen.

## «König des Matterhorns»

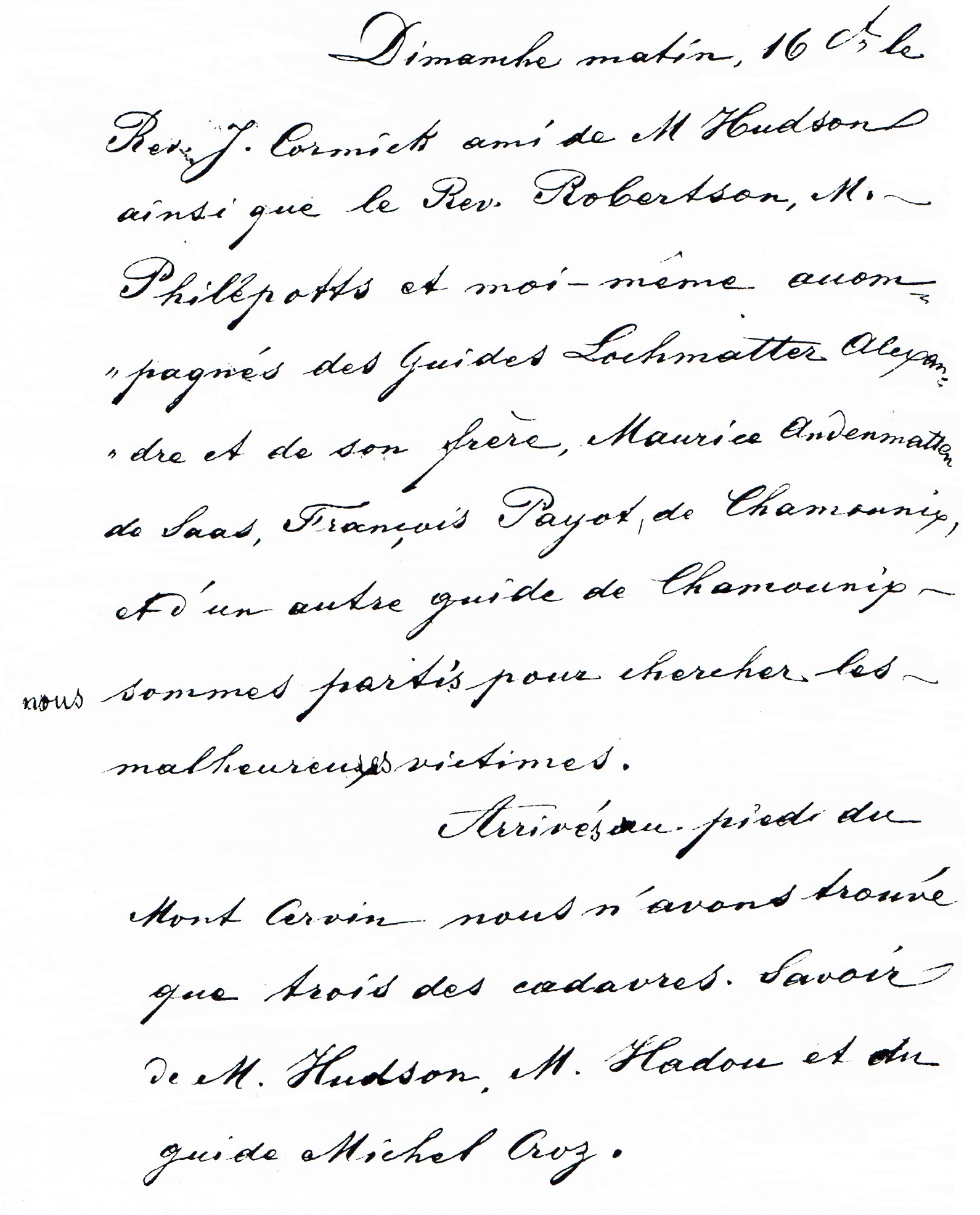
Unglück am Matterhorn, Edward Whympers Antworten 12, 13 und 14 des diesbezüglichen Verhörs vom Juli 1865, Gerichtsschreiber Donat Andenmatten.

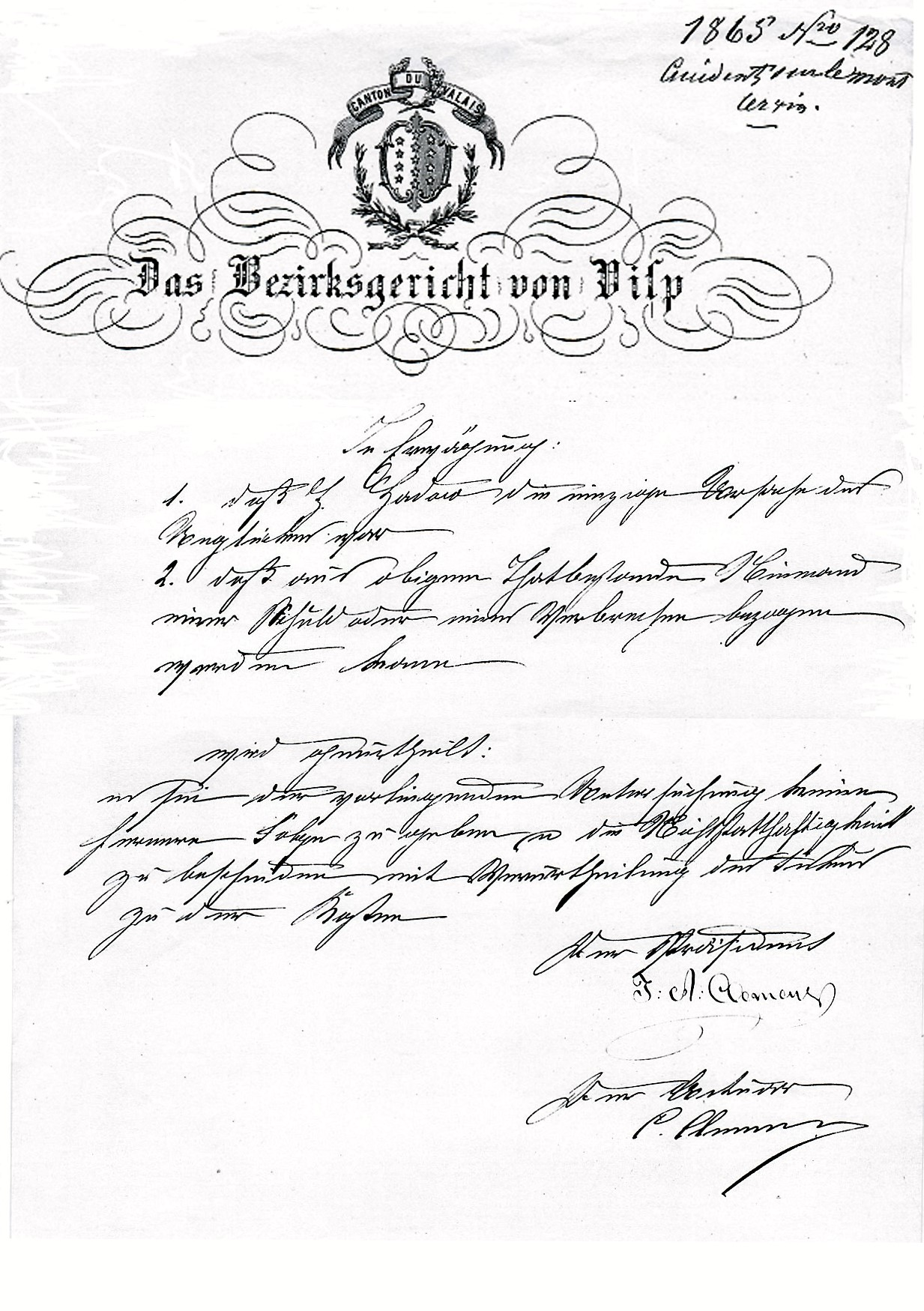
Unglück am Matterhorn 14. Juli 1865, Rechtsgrund und Beschluss des Bezirksgerichts.

Am Samstag, dem 15. Juli 1865, am Sonntag, dem 16. Juli 1865, und in den darauffolgenden Tagen brach Josef Marie Lochmatter mit den Rettungsmannschaften auf, um den Verunglückten der Erstbesteigung am Matterhorn Erste Hilfe zu leisten. Lochmatter war dann auch der erste Bergführer, der sich nach dem Matterhorn-Drama wieder vom Nikolaital her aufs Matterhorn wagte.
Am 24. Juli 1868 vollendeten Josef Marie Lochmatter und Peter Knubel die obere Hütte am Matterhorn auf 3818 m auf einem Felsabsatz unterhalb der Schulter am Hörnligrat. Die Stelle, wo die Hütte stand, wird heute noch Zur alten Hütte genannt.
Am 25. Juli 1868 vollbrachten Josef Marie Lochmatter und Peter Knubel mit ihrem Gast Julius M. Elliott die Zweitbesteigung des Matterhorns über den Hörnligrat. Noch im gleichen Jahr, nachdem Josef Marie Lochmatter und Peter Knubel die Besteigung vom Nikolaital her vollzogen hatten, wurden acht weitere Aufstiege gezählt. Josef Marie Lochmatter und Peter Knubel wiederholten den Gang auf das Matterhorn so oft, so dass es fast aussah als hätten sie ein Monopol für Matterhornbesteigungen: Bis zum Jahr 1880 wurde jede zweite Besteigung aufs Matterhorn von einem Bergführer aus St. Niklaus geleitet.
Am 22. August 1874 bestieg Edward Whymper das zweite und letzte Mal in seinem Leben das Matterhorn  mit den Führern Josef Marie Lochmatter, Jean-Antoine Carrel und Jean-Baptiste Bich, wiederum über den Hörnligrat.
Josef Marie Lochmatter war bis zu seinem Tod im Jahre 1882 die grosse Autorität am Hörnligrat des Matterhorns.

## Familie
Josef Marie Lochmatter heiratete im Jahre 1861 Maria Josefa Pollinger, die älteste Schwester von Alois Pollinger. Josef Marie hat seine Söhne offenbar geprägt, denn alle sechs traten in seine Fussstapfen: Alexander Lochmatter (1863–1882), Josef Lochmatter (1872–1915), Rudolf Lochmatter (1874–1923), Rafael Lochmatter (1876–1960), Franz Lochmatter (1878–1933) und Gabriel Lochmatter (1881–1958).
Auch die Enkel Xaver Lochmatter (1901–1993), Emil Lochmatter (1905–1931), Hermann Lochmatter (1907–2000), Erwin Lochmatter (1911–1987), Arthur Lochmatter (1917–1998) und Franz Lochmatter junior (1924–1988) wurden Bergführer.

## Musik und Theater
Die  Kollektion „Matterhorn“ der Extended Play aus dem Jahre 2017 des gebürtigen Berliner Künstlers Matzingha enthält u. a. das Musikstück „Lochmatter“ in Hommage auf Josef Marie Lochmatter.
Das Theaterstück „Bärggeist“ in vier Akten aus dem Jahre 1965 bettet der Schriftsteller Adolf Fux (1901–1974) in den geschichtlichen Rahmen des Unfalltodes vom 12. August 1882 an der Dent Blanche ein, das an der vierten Heimattagung vom  5. bis 7. Juni 1965 erstmals aufgeführt wurde.

## Unfalltod
Am Samstag, dem 12. August 1882, verunfallten Josef Marie Lochmatter, dessen ältester Sohn Alexander und W. E. Gabbett an der Dent Blanche tödlich. Im Bergführermuseum in St. Niklaus Dorf findet sich unter anderem in einer Vitrine in Form eines Bergkristalls, die speziell für das Bergführermuseum entworfen und hergestellt wurde, die Original-Weste des Engländers W. E. Gabbett.

## Erstbegehungen (Auswahl)
- 16. Juli 1865 Matterhorngletscher
- 13. September 1871: Westflanke der Dent Blanche mit Peter Knubel und R. Flower
- 1. August 1879: westlichster Teil der Nordflanke und Westgrat der Aiguille du Chardonnet (Normalweg) mit Josef Imboden und Percy-W. Thomas
- die weiteren Erstbegehungen siehe folgend unter Literatur